# Zew Cthulhu (zbiór opowiadań)
Zew Cthulhu – tytuł zbioru opowiadań grozy H.P. Lovecrafta wydanego w Polsce przez Spółdzielnię Wydawniczą „Czytelnik” w 1983. 

## Wydania
Zbiór ten wydano też w 1992 pod alternatywnym tytułem Szepczący w ciemności (w przekładzie Ryszardy Grzybowskiej). Pod oryginalnym tytułem wznowiono go w 2004 i 2023.

## Odbiór
Zbiór zrecenzował Andrzej Niewiadowski w "Fantastyce" (1/84, s. 50).

## Zawartość zbioru
Zew Cthulhu był dokonanym przez Marka Wydmucha wyborem opowiadań z dłuższego tomu The Dunwich Horror And Others (Arkham House, 1963). Polski zbiór zawiera siedem z siedemnastu opowiadań z oryginalnego wydania. Opublikowany został w Polsce w 1983 roku, jako pierwszy tom serii wydawniczej „Biblioteka grozy”.
Opowiadania w zbiorze:
- Zew Cthulhu
- Widmo nad Innsmouth
- Kolor z przestworzy
- Szepczący w ciemności(inne języki)
- Duch ciemności
- Koszmar w Dunwich
- Muzyka Ericha Zanna(inne języki)